# Hexatoma subrectangularis
Hexatoma subrectangularis là một loài ruồi trong họ Limoniidae. Chúng phân bố ở miền Cổ bắc.